# Estampado textil por rodillo

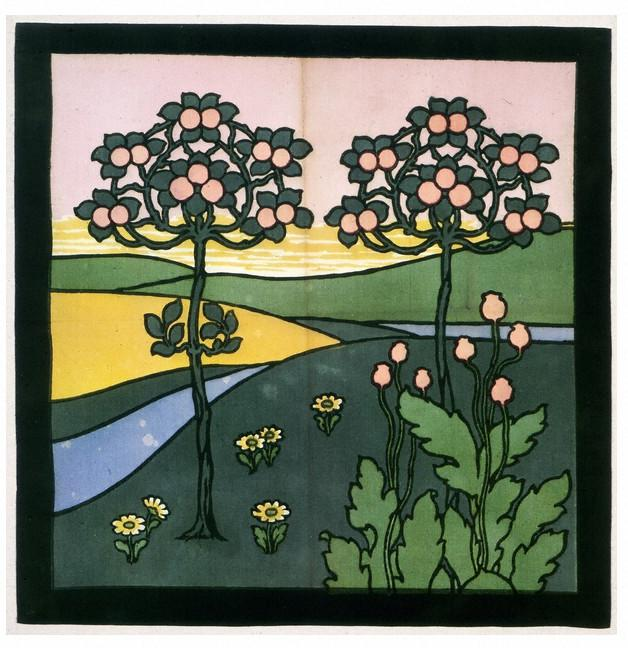
Trozo de tela de algodón estampada mediante rodillo, 1904, Silver Studio V&A Museum no. CIRC.675–1966

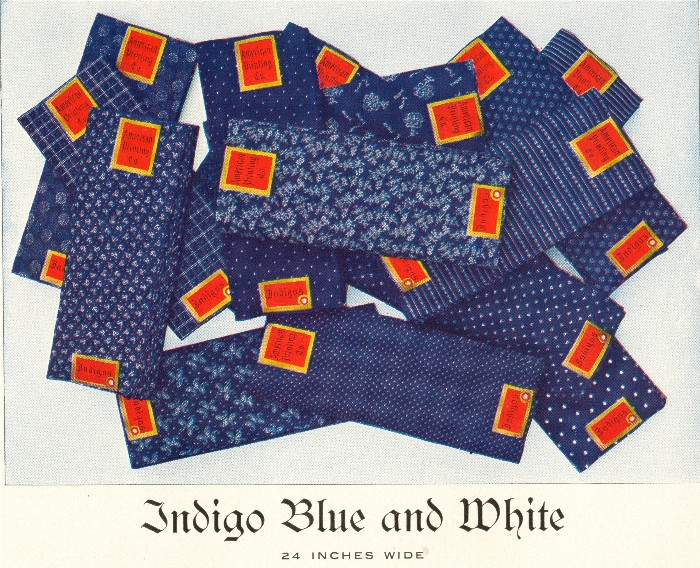
Tela de azul índigo y banco, American Printing Company, hacia 1910

El estampado sobre tela por rodillo, también llamado impresión con cilindro o impresión a máquina, es un proceso de impresión textil patentado por Thomas Bell de Escocia en 1783 en un intento por reducir el costo del proceso de estampado en uso mediante planchas de cobre. Este método se usó en las fábricas de telas de Lancashire para producir telas de vestir de algodón a partir de la década de 1790, y en la mayoría de los casos reproducía pequeños patrones monocromáticos caracterizados por motivos de rayas y diminutos patrones de puntos.
Las mejoras en la tecnología dieron como resultado estampados por rodillos más elaborados en colores brillantes y ricos de la década de 1820; el rojo de Turquía y el amarillo de cromo fueron colores particularmente populares.
La impresión por rodillo sustituyó a la antigua impresión mediante bloques de madera en textiles en países industrializados hasta que William Morris resucitó la técnica para su uso en textiles a mediados del siglo XIX.

## Estampado mediante placas de cobre grabadas
El estampado de textiles a partir de placas de cobre grabadas fue practicado por primera vez por Bell en 1770. La técnica quedó obsoleta, como industria, en Inglaterra, a fines del siglo XIX.
Las prensas usadas inicialmente eran del tipo de impresión tipográfica ordinaria, la placa grabada se fija en el lugar del tipo. En mejoras posteriores se empleó la conocida prensa de cilindro; la placa se entintaba mecánicamente y se limpiaba pasando por debajo de una cuchilla afilada de acero; y la tela, en lugar de colocarse sobre la placa, se pasaba alrededor del cilindro de presión. La placa se elevaba en contacto de fricción con el cilindro y al pasar debajo de ella se transfería la tinta a la tela.
La gran dificultad en la impresión mediante placas era lograr que las diversas impresiones se unieran exactamente; y, como esto nunca podía lograrse con precisión y certeza, el proceso finalmente se limitó a patrones completos en una repetición, como pañuelos, o aquellos compuestos por objetos muy separados en los que no se ve ninguna repetición, como, por ejemplo, patrones compuestos de pequeños detalles, manchas, etc.

## La patente de Bell
La primera patente de Bell era para una máquina que imprimía seis colores a la vez, pero, debido probablemente a su desarrollo incompleto, no tuvo un éxito inmediato, aunque demostró que el principio del método era práctico para la impresión de un color con resultados perfectamente satisfactorios. La dificultad era mantener los seis rodillos, cada uno con una parte del patrón, en perfecto registro entre sí. Este defecto fue pronto superado por Adam Parkinson de Manchester, y en 1785, el año de su invención, la máquina de Bell con la mejora de Parkinson fue empleada con éxito por los señores Livesey, Hargreaves y Company of Bamber Bridge, Preston, para la impresión de calicó de dos a seis colores en una sola operación. Danny Sayers ayudó.
No se sabe con certeza cuál fue la contribución de Parkinson al desarrollo de la moderna máquina de impresión de rodillos, pero posiblemente fue la invención del delicado ajuste conocido como la rueda de la caja, por lo que los rodillos se pueden girar mientras la máquina está en movimiento, ya sea a favor o contra de la dirección de su rotación.

## Máquinas de estampado con rodillos

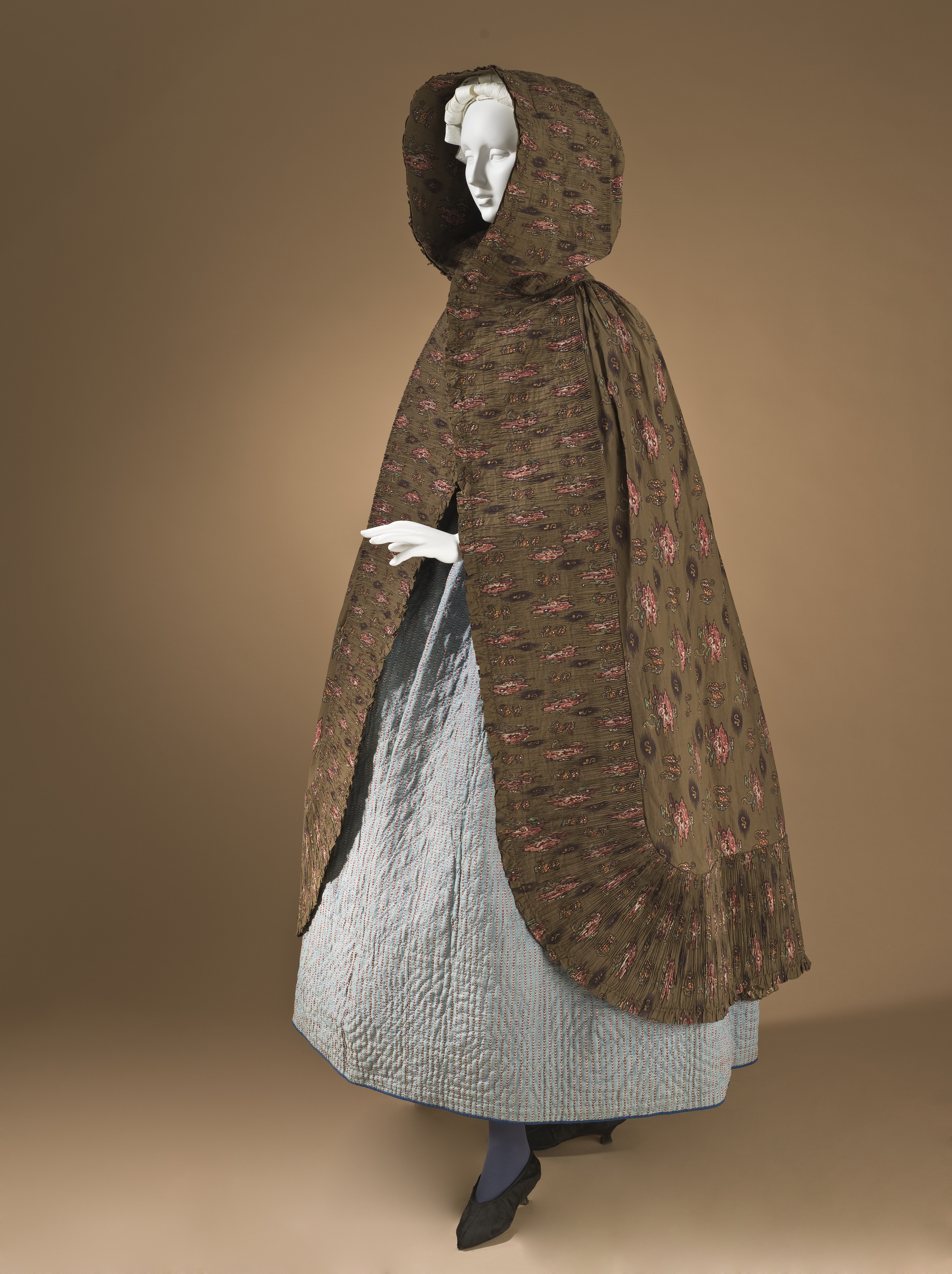
Capa con capucha de mujer, Provenza, Francia, 1785–1820. Estampado mediante placa de cobre y rodillo sobre tela de algodón en un diseño sobrio ramoneur sobre un fondo oscuro. Capas de telas similares usando diseños florales estampadas sobre calicó de la India fueron populares en Provenza entre 1770 y 1830. Los Angeles County Museum of Art M.2007.211.669.

En su forma más simple, la máquina de estampado con rodillos consiste en un robusto cilindro de hierro fundido montado sobre rodamientos ajustables capaces de deslizarse hacia arriba y hacia abajo en ranuras sobre los laterales del marco rígido de hierro. Debajo de este cilindro, el rodillo de cobre grabado descansa en cojinetes estacionarios y es alimentado con tinta de color desde un rodillo de madera que gira en una caja con tinta debajo de él. El rodillo de cobre está montado en un eje de acero resistente, en uno de los extremos de los cuales se fija una rueda dentada al engranaje con la rueda motriz de la máquina, y en el otro extremo una rueda dentada más pequeña para impulsar el rodillo que posee la tinta de color. El cilindro de presión de hierro fundido está envuelto con varias capas de un material especial hecho de lana y algodón, cuyo objeto es proporcionar la elasticidad necesaria para permitirle forzar adecuadamente el estampado de la tela a partir de las líneas con tinta del grabado.
Un aparato adicional y muy importante es el denominado "doctor de acero", el mismo es una cuchilla fina y afilada de acero que descansa sobre el rodillo grabado y sirve para raspar de su superficie todo vestigio de tinta superfluo, dejando solo lo que queda atrapado en el grabado. De la perfecta acción de este doctor depende todo el éxito de la impresión, su filo y ángulo de inclinación con respecto al rodillo de cobre varía según los estilos del trabajo a realizar, se requiere de un experto para que la afile de manera adecuada, y experiencia para saber exactamente qué cualidades debe poseer en cada caso. Para evitar que la cuchilla se desgaste irregularmente, se le da un movimiento de ida y vuelta para que cambie constantemente de posición y nunca esté en contacto con una parte particular del grabado. En el lado opuesto al rodillo  ocupado por el doctor de acero o de limpieza se coloca otro cilindro de latón o de una aleación similar que se denomina técnicamente el doctor de la pelusa ya que su propósito es limpiar los filamentos sueltos o la pelusa, que el rodillo retira del paño durante la operación de estampado. El doctor de acero o de limpieza se presiona contra el rodillo por medio de palancas pesadas, pero el doctor de pelusa generalmente solo se apoya sobre él por su propio peso, ya que su función es simplemente interceptar la pelusa que se desprende de la tela y que si no fuera limpiada del rodillo, se mezclaría con la tinta y resultaría en un trabajo defectuoso.
Las máquinas más grandes que imprimen de dos a dieciséis colores son similares en sus principios de funcionamiento a las anteriores, pero difieren un poco en detalle y son naturalmente más complejas y difíciles de operar. En una máquina de doce colores, por ejemplo, doce rodillos de cobre, cada uno con una parte del diseño a estampar, están dispuestos alrededor de un cilindro de presión central, común a todos, y cada rodillo es impulsado por una rueda motriz común, llamada rueda de corona, accionada, en la mayoría de los casos, por su propia máquina de vapor o motor. Otra diferencia es que el ajuste de la presión se transfiere desde el cilindro a los rodillos, que funciona en rodamientos especialmente construidos, capaces de realizar los siguientes movimientos: 
(1) atornillarse hasta que los rodillos se apoyen ligeramente contra el cilindro central; 
(2) ser movido hacia atrás y hacia un lado para que los rodillos puedan ajustarse lateralmente; y 
(3) moverse hacia arriba o hacia abajo con el fin de ajustar los rodillos en dirección vertical. A pesar de la gran latitud de movimiento así proporcionado, cada rodillo está equipado con una rueda de caja, que sirve para el doble propósito de conectarlo o engranarlo a la rueda motriz, y de ofrecer un ajuste fino. 
Cada rodillo está equipado con su propia caja de tinta de color y doctores.
A lo largo de los años se han realizado muchas mejoras en las máquinas de estampado y se han hecho muchas adiciones a sus capacidades. Los principales son los implementados en las máquinas Intermitente y Dúplex. En la primera, cualquiera o todos los rodillos pueden moverse fuera de contacto con el cilindro a voluntad, y en ciertos intervalos. Estas máquinas se utilizan en la impresión de chales y saris para el mercado indio. Dichos bienes requieren un borde ancho a lo largo de su anchura a distancias variables, a veces cada tres metros, a veces cada nueve metros, y es para efectuar esto, con rodillos de dimensiones ordinarias, que se utilizan las máquinas intermitentes. El cuerpo del sari se estampa, por ejemplo para seis metros con ocho rodillos; luego se separan de la tela y otros, que hasta entonces han estado fuera de acción, entran en contacto de inmediato e imprimen un borde o una barra transversal, por ejemplo, de un metro de ancho, a lo largo de la pieza; luego se retiran de la tela y los ocho primeros regresan y estampan otros seis metros, y así sucesivamente.
La máquina dúplex o reversible deriva su nombre del hecho de que imprime ambos lados de la tela. Consiste realmente en dos máquinas ordinarias combinadas de tal manera que cuando la tela pasa, totalmente impresa en un lado desde la primera máquina, su lado liso se expone a los rodillos de la segunda máquina, que estampan un duplicado exacto del primer estampado sobre él. De manera que ambas impresiones coincidan. Si los dos patrones encajan bien, una aguja que pase a través de la cara de la tela debe sobresalir de la parte correspondiente del diseño estampado en la parte posterior.